# Marseille XIII Avenir
Maillots
Marseille XIII Avenir est un club de rugby à XIII français, situé à Marseille dans le département des Bouches-du-Rhône. L'équipe première du club évolue dans le championnat de France de rugby à XIII de troisième division appelé la Nationale 1.
Fondé en 1946, sur l'initiative notamment de Paul Ricard, le club a connu ses lettres de noblesse entre les années 1940 et 1970 comme l'attestent ses nombreux titres nationaux (Championnat de France en 1949, Coupe de France en  1948, 1949, 1957, 1965 et 1971). Elle comptait alors dans son effectif quelques-uns des meilleurs joueurs de rugby à XIII de l'époque à l'image de Jean Dop, Élie Brousse, François Rinaldi, Jacques Merquey, Jean Pambrun, André Béraud et Maurice André.

## Histoire
Le club est fondé en 1946, sur l'initiative du célèbre anisetier Paul Ricard, sous l'appellation Rugby Club Marseille XIII.  Le club ne gagne le championnat qu'une fois, en 1949 mais effectue un doublé la même année puisqu'il remporte la Coupe de France.
Il joue néanmoins quatre finales, en 1950, 1952, 1954 et 1973. En revanche, les Marseillais ont plus de succès en Coupe, avec 7 finales dont 5 gagnées. En 1977, son président, Maurice Villemin, décède mettant en péril le club qui en 1978 après une ultime saison en première division est mis en sommeil.
En raison de problèmes financiers, le club est mis en sommeil dans les années 1990, puis redémarre sous l'appellation Marseille Rugby League qui dépose le bilan en 2006 et est refondé sous le nom de Marseille XIII Avenir.

## Palmarès
| Championnat de France                                             | Coupe de France                                                                   |
| ----------------------------------------------------------------- | --------------------------------------------------------------------------------- |
| - Champion (1) : 1949 - Finaliste (4) : 1950, 1952, 1954 et 1973. | - Vainqueur (5) : 1948, 1949, 1957, 1965 et 1971. - Finaliste (2) : 1955 et 1975. |

- Championnat de France féminin
  - Vainqueur (1) : 2012[2]
  - Finaliste (1) : 2011[3]
  - Champion de France Féminines D.N 1 2015-2016
  - Champion de France des moins de dix-sept ans[4]

- Championnat de France Junior (U20) Honneur
  - 2009, 2015
- Championnat PACA junior (U20)
  - 2013

- Championnat PACA minimes (U15)
  - Vainqueur (1) : 2011-2012
  - Finaliste (1) : 2012-2013
- Trophée nationale minimes (U15)
  - 2014
- Champion de France Féminines minimes cadettes (U15/U17)
  - 2015-2016, 2016-2017, 2017-2018, 2018-2019

## Joueurs emblématiques
- Auguste Ambert
- Maurice André
- Antranik Apelian
- André Béraud
- Elie Brousse[1]
- Robert Casse
- Paul Césard
- Guy Delaye
- Jean Dop[1]
- Henri Durand
- André Ferren
- René Ferrero
- Roger Gardon
- Jean Graciet
- Joseph Grasseau
- Robert Eramouspé
- André Hatchondo
- Younès Khattabi
- Jean-René Ledru
- Jacques Merquey[1]
- Ulysse Négrier
- Jean Pambrun
- Raoul Perez
- Paul Poncet
- François Rinaldi[1]
- Francis Rossi
- Jean Rouqueirol

## Bilan du club toutes saisons et toutes compétitions confondues
| Année                                      | Année                                      | Saison régulière                           | Saison régulière                           | Saison régulière                           | Saison régulière                           | Saison régulière                           | Saison régulière                           | Saison régulière                           | Saison régulière                           | Phase finale                               | Phase finale                               | Phase finale                               | Phase finale                               | Phase finale                               | Phase finale                               | Phase finale                               | Coupe              |
| Année                                      | Année                                      | Class.                                     | Points                                     | MJ                                         | V.                                         | N.                                         | D.                                         | Pp.                                        | Pc.                                        | Perf.                                      | MJ                                         | V.                                         | N.                                         | D.                                         | Pp.                                        | Pc.                                        | Performance        |
| Championnat de France de première division | Championnat de France de première division | Championnat de France de première division | Championnat de France de première division | Championnat de France de première division | Championnat de France de première division | Championnat de France de première division | Championnat de France de première division | Championnat de France de première division | Championnat de France de première division | Championnat de France de première division | Championnat de France de première division | Championnat de France de première division | Championnat de France de première division | Championnat de France de première division | Championnat de France de première division | Championnat de France de première division | Coupe de France    |
| 1946                                       | 1946                                       | ?                                          |                                            |                                            |                                            |                                            |                                            |                                            |                                            | ?                                          |                                            |                                            |                                            |                                            |                                            |                                            | ?                  |
| 1947                                       | 1947                                       | 8e                                         |                                            |                                            |                                            |                                            |                                            |                                            |                                            | Non qualifié                               |                                            |                                            |                                            |                                            |                                            |                                            | Quart-de-finale    |
| 1948                                       | 1948                                       | 3e                                         |                                            |                                            |                                            |                                            |                                            |                                            |                                            | Demi-finale                                |                                            |                                            |                                            |                                            |                                            |                                            | Vainqueur          |
| 1949                                       | 1949                                       | 3e                                         |                                            |                                            |                                            |                                            |                                            |                                            |                                            | Champion                                   |                                            |                                            |                                            |                                            |                                            |                                            | Vainqueur          |
| 1950                                       | 1950                                       | 4e                                         |                                            |                                            |                                            |                                            |                                            |                                            |                                            | Finaliste                                  |                                            |                                            |                                            |                                            |                                            |                                            | Demi-finale        |
| 1951                                       | 1951                                       | 3e                                         |                                            |                                            |                                            |                                            |                                            |                                            |                                            | Demi-finale                                |                                            |                                            |                                            |                                            |                                            |                                            | Quart-de-finale    |
| 1952                                       | 1952                                       | 2e                                         |                                            |                                            |                                            |                                            |                                            |                                            |                                            | Finaliste                                  |                                            |                                            |                                            |                                            |                                            |                                            | Huitième-de-finale |
| 1953                                       | 1953                                       | 5e                                         |                                            |                                            |                                            |                                            |                                            |                                            |                                            | Demi-finale                                |                                            |                                            |                                            |                                            |                                            |                                            | Huitième-de-finale |
| 1954                                       | 1954                                       | 1er                                        |                                            |                                            |                                            |                                            |                                            |                                            |                                            | Finaliste                                  |                                            |                                            |                                            |                                            |                                            |                                            | Demi-finale        |
| 1955                                       | 1955                                       | 5e                                         |                                            |                                            |                                            |                                            |                                            |                                            |                                            | Non qualifié                               |                                            |                                            |                                            |                                            |                                            |                                            | Finaliste          |
| 1956                                       | 1956                                       | 4e                                         |                                            |                                            |                                            |                                            |                                            |                                            |                                            | Demi-finale                                |                                            |                                            |                                            |                                            |                                            |                                            | Demi-finale        |
| 1957                                       | 1957                                       | 3e                                         |                                            |                                            |                                            |                                            |                                            |                                            |                                            | Demi-finale                                |                                            |                                            |                                            |                                            |                                            |                                            | Vainqueur          |
| 1958                                       | 1958                                       | 8e                                         |                                            |                                            |                                            |                                            |                                            |                                            |                                            | Non qualifié                               |                                            |                                            |                                            |                                            |                                            |                                            | Quart-de-finale    |
| 1959                                       | 1959                                       | 13e                                        |                                            |                                            |                                            |                                            |                                            |                                            |                                            | Non qualifié                               |                                            |                                            |                                            |                                            |                                            |                                            | Demi-finale        |
| 1960                                       | 1960                                       | ?                                          |                                            |                                            |                                            |                                            |                                            |                                            |                                            | Non qualifié                               |                                            |                                            |                                            |                                            |                                            |                                            | Quart-de-finale    |
| 1961                                       | 1961                                       | 9e                                         |                                            |                                            |                                            |                                            |                                            |                                            |                                            | Non qualifié                               |                                            |                                            |                                            |                                            |                                            |                                            | Quart-de-finale    |
| 1962                                       | 1962                                       | 13e                                        |                                            |                                            |                                            |                                            |                                            |                                            |                                            | Non qualifié                               |                                            |                                            |                                            |                                            |                                            |                                            | ?                  |
| 1963                                       | 1963                                       | 11e                                        |                                            |                                            |                                            |                                            |                                            |                                            |                                            | Quart-de-finale                            |                                            |                                            |                                            |                                            |                                            |                                            | ?                  |
| 1964                                       | 1964                                       | ?                                          |                                            |                                            |                                            |                                            |                                            |                                            |                                            | Non qualifié                               |                                            |                                            |                                            |                                            |                                            |                                            | ?                  |
| 1965                                       | 1965                                       | 9e                                         |                                            |                                            |                                            |                                            |                                            |                                            |                                            | Non qualifié                               |                                            |                                            |                                            |                                            |                                            |                                            | Vainqueur          |
| 1966                                       | 1966                                       | 5e                                         |                                            |                                            |                                            |                                            |                                            |                                            |                                            | 1er tour                                   |                                            |                                            |                                            |                                            |                                            |                                            | Quart-de-finale    |
| 1967                                       | 1967                                       | 3e                                         |                                            |                                            |                                            |                                            |                                            |                                            |                                            | Quart-de-finale                            |                                            |                                            |                                            |                                            |                                            |                                            | Quart-de-finale    |
| 1968                                       | 1968                                       | 1er                                        |                                            |                                            |                                            |                                            |                                            |                                            |                                            | Quart-de-finale                            |                                            |                                            |                                            |                                            |                                            |                                            | Demi-finale        |
| 1969                                       | 1969                                       | 7e                                         |                                            |                                            |                                            |                                            |                                            |                                            |                                            | 1er tour                                   |                                            |                                            |                                            |                                            |                                            |                                            | Quart-de-finale    |
| 1970                                       | 1970                                       | 14e                                        |                                            |                                            |                                            |                                            |                                            |                                            |                                            | Non qualifié                               |                                            |                                            |                                            |                                            |                                            |                                            | Huitième de finale |
| 1971                                       | 1971                                       | 13e                                        |                                            |                                            |                                            |                                            |                                            |                                            |                                            | Non qualifié                               |                                            |                                            |                                            |                                            |                                            |                                            | Vainqueur          |
| 1972                                       | 1972                                       | 11e                                        |                                            |                                            |                                            |                                            |                                            |                                            |                                            | Non qualifié                               |                                            |                                            |                                            |                                            |                                            |                                            | Demi-finale        |
| 1973                                       | 1973                                       | 9e                                         |                                            |                                            |                                            |                                            |                                            |                                            |                                            | Finaliste                                  |                                            |                                            |                                            |                                            |                                            |                                            | Demi-finale        |
| 1974                                       | 1974                                       | 5e                                         |                                            |                                            |                                            |                                            |                                            |                                            |                                            | 1er tour                                   |                                            |                                            |                                            |                                            |                                            |                                            | Seizième de finale |
| 1975                                       | 1975                                       | ?                                          |                                            |                                            |                                            |                                            |                                            |                                            |                                            | Quart-de-finale                            |                                            |                                            |                                            |                                            |                                            |                                            | Finaliste          |
| 1976                                       | 1976                                       | 6e                                         |                                            |                                            |                                            |                                            |                                            |                                            |                                            | 1er tour                                   |                                            |                                            |                                            |                                            |                                            |                                            | Huitième de finale |
| 1977                                       | 1977                                       | 10e                                        |                                            |                                            |                                            |                                            |                                            |                                            |                                            | Non qualifié                               |                                            |                                            |                                            |                                            |                                            |                                            | Quart de finale    |
| 1978                                       | 1978                                       | 13e                                        |                                            |                                            |                                            |                                            |                                            |                                            |                                            | Non qualifié                               |                                            |                                            |                                            |                                            |                                            |                                            | ?                  |

## Section féminine
Le club possède également une section de rugby à XIII féminin : des joueuses, comme Maïlys Borak en 2021, alimentent le vivier de l'équipe de France.